# Phymaturus calcogaster
Espèce
Statut de conservation UICN

 LC  : Préoccupation mineure
Phymaturus calcogaster est une espèce de sauriens de la famille des Liolaemidae.

## Répartition
Cette espèce est endémique de la province de Chubut en Argentine.

## Description
C'est un saurien vivipare.

## Publication originale
- Scolaro & Cei, 2003 : Una excepcional nueva especie de Phymaturus de la Precordillera de Chubut, Argentina (Liolaemidae, Iguania, Lacertilia, Reptilia). Facena, vol. 19, p. 107-112 (texte intégral).